# Euphorbia denisiana
Euphorbia denisiana Guillaumin, 1929 è una pianta della famiglia delle Euforbiacee, endemica del Madagascar.

## Distribuzione e habitat
L'areale di E. denisiana à ristretto a poche aree del Madagascar centrale.

## Tassonomia
Sono note le seguenti varietà
- Euphorbia denisiana var. denisiana
- Euphorbia denisiana var. ankarensis (Boiteau) Houyelle
- Euphorbia denisiana var. maromokotrensis (Rebmann) Houyelle

## Conservazione
La IUCN Red List classifica E. denisiana come specie vulnerabile.